# Svend Tomsen
Svend Tomsen (ur. w XIX wieku, zm. ?) – duński strzelec, mistrz świata.
Tomsen jest jednokrotnym medalistą mistrzostw świata. W 1914 roku zdobył złoto w karabinie wojskowym klęcząc z 300 m, wyprzedzając bezpośrednio Erika Blomqvista i Augustina Barbillata.

## Wyniki

### Medale mistrzostw świata
Opracowano na podstawie materiałów źródłowych:
| Mistrzostwa | Konkurencja                     | Wynik    | Miejsce |
| ----------- | ------------------------------- | -------- | ------- |
| Viborg 1914 | Karabin wojskowy klęcząc, 300 m | 162 pkt. |         |